# Folke Andersson-Ahrsjö
Folke Gustav Walter Andersson-Ahrsjö, född 19 februari 1903 i Jakob och Johannes församling i Stockholm, död 10 januari 1963 i Johannes, var en svensk idrottare. Han spelade i sin karriär i Djurgårdens IF.
Han var både aktiv som ishockeyspelare och bandyspelare. Han vann SM-guld med Djurgården hockey den 12 februari 1926 på Stockholms stadion. Motståndet var Västerås SK och Andersson-Ahrsjö blev stor matchhjälte då han gjorde fem av sju mål i 7–2-segern.

## Meriter
- Svensk mästare 1926, ishockey.